# Station Natoye
Station Natoye is een spoorwegstation langs spoorlijn 162 (Namen - Aarlen - Luxemburg) in Natoye, een deelgemeente van de gemeente Hamois. Het is nu een stopplaats.

## Treindienst
| Serie  | Treinsoort     | Route                                 | Bijzonderheden                 |
| ------ | -------------- | ------------------------------------- | ------------------------------ |
| L 5750 | L-trein (NMBS) | Namen – Sart-Bernard – Natoye – Ciney | Rijdt in het weekend 1x/2 uur. |

## Reizigerstellingen
De grafiek en tabel geven het gemiddeld aantal instappende reizigers weer op een week-, zater- en zondag.
| Tabel: aantal instappende reizigers station Natoye | Tabel: aantal instappende reizigers station Natoye | Tabel: aantal instappende reizigers station Natoye | Tabel: aantal instappende reizigers station Natoye |
|                                                    | Weekdag                                            | Zaterdag                                           | Zondag                                             |
| -------------------------------------------------- | -------------------------------------------------- | -------------------------------------------------- | -------------------------------------------------- |
| 1977                                               | 183                                                | 61                                                 | 78                                                 |
| 1978                                               | 183                                                | 75                                                 | 24                                                 |
| 1979                                               | 194                                                | 50                                                 | 28                                                 |
| 1980                                               | 195                                                | 43                                                 | 22                                                 |
| 1981                                               | 215                                                | 67                                                 | 19                                                 |
| 1982                                               | 203                                                | 37                                                 | 83                                                 |
| 1983                                               | 246                                                | 59                                                 | 157                                                |
| 1984                                               | 198                                                | 83                                                 | 52                                                 |
| 1985                                               | 232                                                | 72                                                 | 60                                                 |
| 1986                                               | 201                                                | 75                                                 | 43                                                 |
| 1987                                               | 166                                                | 65                                                 | 57                                                 |
| 1988                                               | 184                                                | 82                                                 | 50                                                 |
| 1989                                               | 195                                                | 73                                                 | 53                                                 |
| 1990                                               | 165                                                | 71                                                 | 81                                                 |
| 1991                                               | 197                                                | 58                                                 | 53                                                 |
| 1992                                               | 164                                                | 70                                                 | 79                                                 |
| 1993                                               | 182                                                | 49                                                 | 44                                                 |
| 1994                                               | 163                                                | 53                                                 | 22                                                 |
| 1995                                               | 169                                                | 43                                                 | 29                                                 |
| 1996                                               | 169                                                | 37                                                 | 27                                                 |
| 1997                                               | 184                                                | 105                                                | 64                                                 |
| 1998                                               | 180                                                | 38                                                 | 38                                                 |
| 1999                                               | 143                                                | 33                                                 | 32                                                 |
| 2000                                               | 142                                                | 44                                                 | 50                                                 |
| 2001                                               | 141                                                | 32                                                 | 14                                                 |
| 2002                                               | 132                                                | 34                                                 | 35                                                 |
| 2003                                               | 154                                                | 23                                                 | 56                                                 |
| 2004                                               | 131                                                | 32                                                 | 18                                                 |
| 2005                                               | 128                                                | 34                                                 | 24                                                 |
| 2006                                               | 155                                                | 58                                                 | 30                                                 |
| 2007                                               | 158                                                | 48                                                 | 30                                                 |
| 2008                                               | -                                                  | -                                                  | -                                                  |
| 2009                                               | 156                                                | 53                                                 | 34                                                 |
| 2010                                               | -                                                  | -                                                  | -                                                  |
| 2011                                               | -                                                  | -                                                  | -                                                  |
| 2012                                               | 180                                                | 62                                                 | 34                                                 |
| 2013                                               | 165                                                | 57                                                 | 35                                                 |
| 2014                                               | 128                                                | 50                                                 | 36                                                 |
| 2015                                               | 136                                                | 53                                                 | 31                                                 |
| 2016                                               | 136                                                | 49                                                 | 29                                                 |
| 2017                                               | 137                                                | 45                                                 | 44                                                 |
| 2018                                               | 132                                                | 42                                                 | 30                                                 |
| 2019                                               | 181                                                | 68                                                 | 43                                                 |
| 2020                                               | 129                                                | 64                                                 | 35                                                 |
| 2021                                               | -                                                  | -                                                  | -                                                  |
| 2022                                               | 222                                                | 70                                                 | 88                                                 |
| 2023                                               | 258                                                | 98                                                 | 88                                                 |
| 2024                                               | 251                                                | 56                                                 | 76                                                 |

0,0: Namen ·
2,1: Jambes-Oost ·
5,0: Dave-Saint-Martin ·
7,8: Naninne ·
10,9: Sart-Bernard ·
14,0: Courrière ·
16,7: Assesse ·
18,3: Florée ·
20,5: Natoye ·
26,4: Braibant ·
29,0: Ciney ·
32,0: Leignon ·
32,9: Chapois ·
39,1: Haversin ·
45,8: Hogne ·
48,9: Aye ·
51,2: Marloie ·
57,6: Rochefort-Jemelle ·
60,0: Forrières ·
62,8: Lesterny ·
65,9: Grupont ·
72,1: Mirwart ·
76,2: Poix-Saint-Hubert ·
80,0: Hatrival ·
89,7: Libramont ·
94,8: Verlaine ·
98,5: Neufchâteau ·
100,4: Hamipré ·
105,0: Cousteumont ·
107,1: Lavaux ·
111,1: Mellier ·
114,8: Marbehan ·
115,9: Rulles ·
118,5: Houdemont ·
121,6: Habay ·
125,8: Hachy ·
128,0: Fouches ·
132,7: Stockem ·
134,0: Viville ·
135,8: Aarlen ·
137,6: Weyler ·
140,3: Autelbas ·
142,6: Barnich ·
145,5: Sterpenich